# 马占山故居
马占山故居是原东北军将领，黑河警备司令，黑龙江省政府主席，满洲国黑龙江省省长兼任满洲国军政部长，国民政府军事委员会委员，东北挺进军总司令马占山于1934年至1937年在天津的旧居，始建于1930年代，该建筑坐落于当时的天津英租界西芬道（Severn Road）（也称“天津英租界46号路燕安里40号”）（今和平区湖南路11号），目前为一般保护等级历史风貌建筑和天津市文物保护单位。。目前，该建筑内部结构已经完全损毁，目前只保留了其外檐部分。

## 建筑
马占山故居建于20世纪30年代，为二层砖木结构独立式住宅，局部三层。建筑外立面为青砖清水墙，建筑顶部为平屋顶，三层设宽大露台。该建筑另设有一很小的附楼，通过过街楼连接，为佣人居所。该建筑的左山墙在唐山大地震时倾塌，后经修复加固，现基本保持原貌。是一座具有现代建筑特征的洋房。